# Брајан Браун
Брајан Нитвеј Браун (енгл. Bryan Neathway Brown; Сиднеј, 23. јун 1947) аустралијски је позоришни, филмски и ТВ глумац. Наступао је у преко осамдесет филмских и телевизијских пројеката од касних 1970-их, како у родној Аустралији, тако и у иностранству.
Значајни филмови укључују Брејкер Морант (1980), Поздрави ми Броуд Стрит (1984), Ф/ИКС Убиство триком (1986), Таи-Пан (1986), Коктел (1988), Гориле у магли (1988), Ф/ИКС Убиство триком 2 (1991), Невоље са Поли (2004), Аустралија (2008), Убиј ме три пута (2014) и Богови Египта (2016). Био је номинован за Златни глобус и награду Еми за наступ у телевизијској мини серији Торн Бердс (1983).